# Buzura koreaebia
Buzura koreaebia là một loài bướm đêm trong họ Geometridae.